# Massif du Balaïtous
Le massif du Balaïtous est un massif de montagnes de la chaîne des Pyrénées, à cheval sur la frontière entre l'Espagne et la France, dans les départements des Hautes-Pyrénées (région Occitanie) et des Pyrénées-Atlantiques (région Nouvelle-Aquitaine) côté français, et dans la province de Huesca (communauté autonome d'Aragon) côté espagnol. Il mesure 16,5 km de long pour 14,5 km de large, et culmine au pic du Balaïtous à 3 144 mètres.
C'est le premier massif des Pyrénées à dépasser les 3 000 m lorsqu'on part de l'Atlantique à l'ouest.
Géologiquement parlant, à cause de la nature plutonique de ses roches et de sa position centrale dans la chaîne, le massif du Balaïtous fait partie de la zone axiale des Pyrénées.

## Géographie
C'est un massif situé de part et d'autre de la frontière franco-espagnole au niveau des départements des Pyrénées-Atlantiques et des Hautes-Pyrénées côté nord, et de la province de Huesca (commune de Sallent de Gállego) au sud. La délimitation du massif correspond à plusieurs vallées profondes :
- à l'ouest par la vallée d'Ossau qui descend jusqu'au col du Pourtalet au niveau de la crête frontière franco-espagnole ;
- à l'est par la vallée d'Arrens qui descend jusqu'au port de la Peyre Saint-Martin ;
- au sud par la vallée du Río Gállego et la vallée du Río Aguas Limpias qui se rejoignent à Sallent de Gállego ;
- au nord par le massif de Ger (ou « massif du Pic de Ger », « massif de Gourette », ou encore « massif des Eaux-Bonnes ») qui est un massif calcaire[4].

Il n'y a pas de vallée profonde qui sépare le massif de Ger du massif du Balaïtous, mais plutôt une descende progressive suivie d'une remontée.
| Vallée d'Ossau                     | Massif de Ger                 | Vallée d'Arrens                                |
| Vallée d'Ossau pic du Midi d'Ossau | massif du Balaïtous           | Vallée d'Arrens massif de Cauterets            |
| Col du Pourtalet                   | Vallées de Sallent de Gállego | Massif des Pics-d'Enfer et massif de Cauterets |

### Principaux sommets

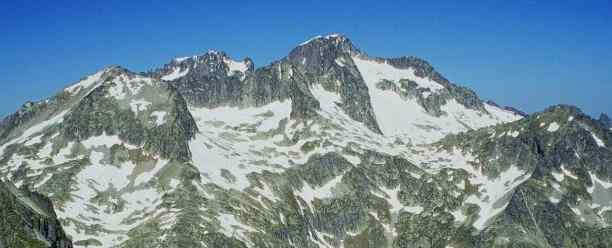
Le massif du Balaïtous vu de l'ouest.

| Sommet                            | Altitude (mètres) | Coordonnées                 |
| --------------------------------- | ----------------- | --------------------------- |
| Pic du Balaïtous                  | 3 144             | 42° 50′ 19″ N, 0° 17′ 24″ O |
| Tour George Cadier ou Costérillou | 3 117             | 42° 50′ 16″ N, 0° 17′ 12″ O |
| Frondella                         | 3 071             | 42° 49′ 58″ N, 0° 17′ 26″ O |
| Frondella centrale                | 3 055             | 42° 49′ 56″ N, 0° 17′ 34″ O |
| Aiguille d'Ussel                  | 3 049             | 42° 50′ 16″ N, 0° 17′ 01″ O |
| Cap Peytier-Hossard               | 2 995             | 42° 50′ 29″ N, 0° 17′ 08″ O |
| Pic central de Costérillou        | 2 991             | 42° 50′ 15″ N, 0° 16′ 57″ O |
| Pic Palas                         | 2 974             | 42° 50′ 58″ N, 0° 18′ 48″ O |
| Pic Soulano                       | 2 911             | 42° 49′ 59″ N, 0° 16′ 32″ O |
| Gavizo-Cristail                   | 2 890             | 42° 49′ 40″ N, 0° 16′ 24″ O |
| Demeure Soulé                     | 2 834             | 42° 50′ 04″ N, 0° 16′ 34″ O |
| Pic d'Arriel                      | 2 824             | 42° 50′ 03″ N, 0° 19′ 53″ O |
| Pic d'Artouste                    | 2 816             | 42° 51′ 18″ N, 0° 18′ 36″ O |

### Géologie
Les roches actuelles de surface sont composées de strates géologiques issues de roches sédimentaires, déposées au cours du Dévonien-Carbonifère, et de roches plutoniques (granite) formant le pluton de Cauterets.
Au Paléogène, de −66 à −23 Ma, la remontée vers le nord de la plaque africaine entraîne avec elle la plaque ibérique. Celle-ci, coincée entre la plaque africaine au sud et la plaque européenne au nord, va entrer en collision avec elles, formant la cordillère Bétique au sud et la chaîne des Pyrénées au nord. Au niveau de la zone du massif du Balaïtous, les roches sont alors progressivement comprimées et remontées en altitude entre −53 et −33 Ma durant l'Éocène, puis l'érosion enlève les roches sédimentaires pour ne laisser à nu que les roches plutoniques actuelles plus dures.